# Narconon
Narconon ist eine Organisation zur Rehabilitation von Suchtkranken. Sie basiert auf der Lehre von L. Ron Hubbard und ist damit eine Scientology-Organisation. Das Symbol von Narconon ist in einer Broschüre des Landesamtes für Verfassungsschutz Baden-Württemberg aus dem Jahr 2008 als Logo der Scientology-Organisation aufgeführt.
Der Name setzt sich zusammen aus dem englischen Wort für Betäubungsmittel („narcotics“) und der französischen Verneinung „non“. Die Organisation ist weltweit tätig und existiert seit 1972. Sie ist in 38 Ländern mit 145 Zentren für den Drogenentzug vertreten.
Der Gründer von Narconon, William Benitez, war stark beeinflusst von den Lehren L. Ron Hubbards, des Gründers von Scientology, nach deren Grundsätzen Narconon arbeitet.
Narconon behauptet, dass es die weltweit einzige Organisation sei, die sich „erfolgreich“ um die Rehabilitation Drogenabhängiger kümmere und die einzige Rehabilitationseinrichtung, die ohne Drogensubstitution arbeite. Dies lässt sich jedoch so allgemein nicht bestätigen.

## Kritik
Das Landesamt für Verfassungsschutz Baden-Württemberg warnt, dass sowohl der Verein "Sag NEIN zu Drogen - Sag JA zum Leben" als auch Narconon Scientology zuzurechnen sind. Kritiker werfen Narconon die Zugehörigkeit zur Scientology-Sekte über ABLE (Association for Better Living and Education) vor. ABLE ist eine weitere dem Scientology-Konzern zuzuordnende Organisation. Die Wortmarke Narconon ist als geschütztes Zeichen im Besitz von ABLE. Narconon wird oft als Suborganisation (auch: Tarnorganisation) von Scientology bezeichnet und der Vorwurf wurde laut, dass Narconon die Zugehörigkeit nicht erwähnt. Narconon erklärte, dass sehr wohl in allen Programmen und sogar auf der Website der Bezug zu den Lehren von L. Ron Hubbard ersichtlich sei. Scientology erwähne zudem die Aktivitäten von Narconon gern als Beweis für soziale Tätigkeit.
Des Weiteren wird Narconon von Kritikern vorgeworfen, dass die Organisation keine Erfolge in der eigentlichen Kerndisziplin, nämlich in der Rehabilitation der Kranken vorzuweisen habe; viele der Suchtkranken blieben süchtig und mit der Droge in Kontakt. Viele der Schutzbedürftigen sowie deren Angehörige sollen durch die kostspieligen Kurse und die Unterbringung finanziell an die Organisation gebunden worden sein.
Der Soziologe Stephen A. Kent und die Behörde für die Behandlung Psychischer Probleme Oklahomas bewerten das Narconon-Programm als pseudomedizinisches Verfahren mit geringer Wirksamkeit.
In der Öffentlichkeit, auch von deutschen Gerichten, wird Narconon – wie auch der Muttergesellschaft Scientology – vorgeworfen, die Geschäfts- und im Besonderen die Therapiemethoden seien menschenverachtend und nicht dem Zweck angemessen.
Im Jahre 1984 starb die 34-jährige Jocelyne Dorfmann in einer Narcononeinrichtung in Grancey-sur-Ource bei Dijon an einer unbehandelten Epilepsie. Der stellvertretende Direktor wurde verurteilt und die Einrichtung musste schließen. Ein ähnlicher Todesfall ereignete sich 2002 bei einer 33-jährigen Klientin in einer Narcononfiliale im italienischen Torre dell'Orso.
Weitere Todesfälle im Zusammenhang mit Narconon:
- Paride Ella und Giuseppe Tomba, Valsassina, Italien (1995)
- Frederica (Nachname unbekannt), Torre dell'Orso, Italien (2002)
- Patrick Desmond, Norcross (Georgia), USA (2008)
- Mehrere Todesfälle bei Narconon Arrowhead, USA (zwischen 2009 und 2012)

Aufgrund von Vorwürfen des Versicherungsbetrugs veranlasste die Staatsanwaltschaft des US-Bundesstaates Georgia 2013 eine Durchsuchung der Narconon-Büros in Norcross. Dabei wurde umfangreiches Material beschlagnahmt.